# Луцька районна рада
Лу́цька райо́нна ра́да — орган місцевого самоврядування Луцького району Волинської області. Розміщується в м. Луцьк, обласному центрі.

## Склад ради

### VIII скликання
Загальний склад ради восьмої каденції: 54 депутати.
Виборчий бар'єр на чергових місцевих виборах 2020 року подолали сім політичних сил, котрі утворили сім однойменних фракцій у районній раді.
Представництво за політичними партіями: 14 – «За майбутнє (партія)», 9 – "Європейська Солідарність, 8 – «Слуга народу», 7 – Всеукраїнське об'єднання «Батьківщина», 6 – Всеукраїнське об'єднання «Свобода», 5 – Громадянський рух «Свідомі» та Аграрна партія України.
4 грудня, під час першого сесійного засідання районної ради VIII скликання, головою ради обрали депутата від партії «За майбутнє» Омельчука Олександра Володимировича. За нього проголосувало 33 депутати.

### VII скликання
Загальний склад ради: 34 депутати.
Виборчий бар'єр на чергових місцевих виборах 2015 року подолали шість політичних партій, котрі утворили шість однойменних фракцій в районній раді. Представництво за політичними партіями: 7 — БПП «Солідарність», по 6 — Всеукраїнське об'єднання «Батьківщина», УКРОП та Всеукраїнське об'єднання «Свобода», 5 — Аграрна партія України та 4 — Радикальна партія Олега Ляшка.
18 листопада 2015 року, на першій сесії районної ради VII скликання, головою ради обрали депутата від УКРОПу Приходька Валентина Васильовича — завідувача дошкільного навчального закладу села Лище.